# 連橫 (歷史學家)
連橫（1878年2月17日—1936年6月28日），幼名允斌，譜名重送，小字神送，字天縱、一字雅堂，號武公、慕陶、劍花，齋名劍花室。臺南市中西區人，祖籍漳州龍溪（今福建漳州龍海），台灣日治時期的詩人、台語文學家、台灣歷史學家。1920年，著作《臺灣通史》完成並出版，是台灣人第一部冠以「臺灣通史」名稱的版本。另著有《臺灣語典》、《臺灣詩乘》、《劍花室詩集》等。晚年因投稿《鴉片有益論》被視為鼓勵吸毒，遭到林獻堂等仕紳排擠，移居上海。
1936年6月28日，連橫因肝癌病逝於上海，後遷葬臺北縣泰山鄉（今日新北市泰山區）。其獨子連震東（1960年曾任內政部長）及其兩代單傳後代連戰（1996年曾任中華民國副總統）均為中國國民黨籍政治人物。

## 生平

### 早年經歷（1878年-1902年）
1878年2月17日，連橫出生於馬兵營，連家自明末起至受日本統治止，世居於此。因為台南當時盛產蔗糖，父親連得政以製糖為業，糖廠號「芳蘭」，因此經商致富，家資豐厚，使連家富甲台南，目前在原臺南地方法院外牆邊仍保有「馬兵營遺址」與「史家連雅堂馬兵營故址」二座石碑，標記這段曾經的過去。
1891年，連橫十三歲時，父親教他讀《臺灣府志》並告誡他：「汝為臺灣人，不可不知臺灣事。」啟發連橫為臺灣寫史之志向。
1895年，依照馬關條約，臺灣割讓給日本，臺灣地方官民創臺灣民主國，與大日本帝國爆發乙未戰爭。其父為劉永福的抗日軍隊日夜籌措糧餉而累倒，同年8月病逝，當時連橫僅17歲。日軍入台接收臺灣時，劉永福指定連家世代居住之台南寧南坊馬兵營房地作為抗日軍隊的駐紮地之一，連家決定讓出。然而，日本政府正式平定抗日軍隊後，強行徵收馬兵營房地作為法院建築用地，全莊被牽，連家祖厝亦被夷為平地。連橫所著《臺南古蹟誌》中亦曾提到馬兵營，並留下「海上燕雲涕淚多，劫灰零亂感如何！馬兵營外離離柳，夢雨斜陽不忍過。」思念故居的詩作。住家被日本政府徵收後，連家因此先暫時搬到其賴姓親戚的住處，後來又搬到台南西北四街居住。之後連家在馬兵營的土地即成為後來的台南地方法院。
1897年，19歲的連橫娶同鄉沈鴻傑的24歲的女兒沈筱雲（名諱沈璈，字少雲，筱雲）為妻。連家早期是以經營製糖致富，沈筱雲則是出口糖茶葉樟腦之「瑞興洋行」殷實商人沈鴻傑的長女。沈鴻傑並為連橫著《台灣通史》“貨殖列傳”上列名的人物。連橫與沈筱雲均為出生於臺南當地望族世家，當時雙方婚姻可謂是門當戶對。
1899年，連橫21歲，為臺南《台澎日報》漢文部主編，此時日本政府已有效統治臺灣，第四任臺灣總督兒玉源太郎上任後，檢討先前日本統治政策，為培養臺灣人民與日本政府的情感，特別舉辦了4次饗老典，以示其能承續漢民族道德教化的儒學傳統。其中第3次地點即為臺南，兒玉源太郎並向臺南地方名士徵詩文，臺南地方著名詩人如蔡國琳、胡殿鵬、趙鍾麒、林馨蘭均為此作頌德詩，連橫作為臺澎日報主編及臺南當地著名詩人，亦同時發表〈歡迎兒玉督憲南巡頌德詩〉。其中內容「干戈疫癘繼凶年，天降災殃無奇偶；若推而納之溝中，萬民溺矣宜援手。」及「俯察輿情布仁風，饗老筵張隆壽耇，尤祈恩澤遍閭閻，保我黎民無災咎。」均顯示連橫為臺灣人民請命及對新任總督兒玉源太郎新政之期待。

### 早期文學創作（1902年-1914年）
1902年，連橫赴福建參加科舉。先去廈門，但沒有錄取。
1904年4月23日，獨子連震東出生。
1905年，連橫攜眷內渡廈門，與友人創辦「福建日日新聞」，此年也是孫逸仙創立「同盟會」的年代，連橫身為台灣人，淪為異族統治，書生報國，文字裡充滿排滿意識激烈言論，鼓吹排滿。此時同盟會成員閱報後大喜，派林竹癡先生商談改組為同盟會機關報。後遭清廷官方側目注意，暗中派人準備逮捕，幸巧有人通風報信，始得避去。後來，清廷竟向駐廈門日本領事館抗議施壓，「福建日日新聞」報社被迫關閉，連橫只好攜眷回台。
1905年，《福建日日新聞》關閉後，連橫又於同年回到日本統治的台灣，在由《台澎日報》改版而成的《台南新報》內擔任。
1906年，連橫因酷愛吟詩，與友人趙雲石、謝籟軒等十餘人在台南創南社（不同於1909年辛亥革命時期創立的的同名文學團體南社）。
1908年，連橫舉家遷到台中，任職於台中發行的《台灣新聞》漢文部。同年，連橫開始撰寫《台灣通史》。
1909年，連橫應友人林朝崧之邀加盟為櫟社社友，與社友以道德文章相切磋。（註：依據傅錫祺櫟社沿革誌略，櫟社係於1902年由霧峰林癡仙（俊堂）、林南強（幼春）、燕霧大莊賴悔之（紹堯）三子始結詩社，名之曰「櫟」，連橫係1911年初加盟為櫟社社友。
1912年，經由日本內地再度赴中國大陸旅遊，先抵達上海，再遊南京、杭州等地。經日本神戶時，應友人邀請至福建會館敘舊。這時福建省議會將開會，定選僑商十二名參加國政，東洋地區應選一名，連橫應邀參加此會，並發表演說，陳述當前中國改革之大勢，及此後經營福建的對策。因演講內容扎實、有見地，贏得眾人佩服。投票者七十人，連成得五十八票，中選。但因有既定行程，且心中早有遠大計畫，所以婉辭不能就任。
1914年，連橫受中華民國之清史館館長趙爾巽延聘為名譽協修，並取得臺灣歷史資料，「時趙次珊先生掌清史館，延先生入館共事，因得盡閱館中所藏有關臺灣建省檔案，而經其收入臺灣通史」。據2005年5月1日臺北《中國時報》報導，連橫曾於1914年1月31日，「呈請北京政府恢復其中國國籍」、「這份原始檔案材料仍存於南京的中國第二歷史檔案館」
同年冬天，連橫返回故里臺灣臺南，將中國大陸等地之遊歷寫作成《大陸遊記》、《大陸詩草》刊於「臺南日報」。

### 中年經歷（1914年-1931年）
1914年冬至1919年，連橫一方面繼續在《臺南新報》工作，另一方面也利用公餘之暇持續《臺灣通史》的著述工作，經過了前後十年的時間，終於在完成。
1919年，連橫移居台北，受僱於華南銀行的發起人林熊徵，幫忙處理與南洋華僑股東往返的文牘。1923年，連橫與夫人一起同遊日本。連橫46歲時（1924年2月），在台北創立發行的漢語古典雜誌「台灣詩薈」，一直到1925年10月赴浙江西湖養病停刊止，共發行22期。同年，日本“常磐生命保險株式會社”給予特許經營權台北代理店，專營兒童保險，並曾於自己創辦的「台灣詩薈」雜誌上刊登廣告。1926年，連橫又舉家移居杭州一年，理由是養病。1927年回到台北，與友人黃潘萬合開了一家書店，店名叫做雅堂書局。該書店標榜不賣日文書籍文具。該書店在兩年後就因經營不善而關閉。
1921年，由蔣渭水、林獻堂所領導執行之「台灣文化協會」成立，於北中兩地，舉辦台灣文化講習會，連橫被尊聘為講師，講授「台灣通史」等。當時台灣的反日人士組織文化協會及發行台灣民報，連橫也是其中的重要人士，台南的文人雅士常在關帝廟旁邊一家名為「啟豐」的商店聚會，他們聚談詩文之外，就是討論時政，而連橫也是最常到場的文人之一，因為連橫當時服務的報社就在附近。因為反日的立場，其備受日本人的騷擾，這也是連橫晚年離台赴陸避禍的原因之一。
1929年，連橫因日本政府「禁其台語」，感到憂慮，為了盡善保存台語之責，決心對台語整理並發揚之。開始編寫《臺灣語典》(原名《臺語考釋》)，於1933年完成，共費時5年。連橫於1929年11月24日在《臺灣民報》第288號首發表「臺語整理之頭緒」：
「余臺灣人也，能操臺灣之語，而不能書臺灣之字，且不能明臺語之義，余深自愧！夫臺灣之語，傳自漳、泉，而漳泉之語傳自中國，其源既遠，其流又長；張皇幽渺，墜緒微茫，豈真南蠻鴃舌之音，而不可以調宮商也哉？余以治事之暇，細為研求，乃知臺灣之語，高尚優雅，有非庸俗之所能知，且有出於周、秦之際，又非今日儒者之所能明，余深自喜！」
一個禮拜後再撰「臺語整理之責任」提及：
「今之學童，七歲受書，天真未漓，咿唔初誦，而鄉校已禁其臺語矣；今之青年，負笈東土，期求學問，十載勤勞而歸來，已忘其臺語矣；今之搢紳上士，乃至里胥小吏，遨遊官府，附勢趨權，趾高氣揚，自命時彥，而交際之間，已不屑復語臺語矣！……余以僇民，躬逢此阨，既見臺語之日就消滅，不得不起而整理，一以保存，一謀發達，遂成臺語考釋，亦稍以盡厥職矣。」
對於臺語的字音，其亦嘗謂：「臺灣文字傳自中國，而語言則多漳泉。顧其中既多古義，又有古音、有正音、有變音、有轉音。昧者不察，以為臺灣語有音無字，此則淺薄之見耳。夫所謂有音無字者，或為轉接語，或為外來語，不過百分之一、二耳。以百分之一、二，而謂臺灣語有音無字，何其傎耶？」

### 晚年（1931年-1936年）
連橫於1931年返回台南。1931-1932年，連橫擔任臺灣總督府史蹟名勝天然紀念物調查會委員。
1931年，九一八事變爆發，中日關係緊張，連橫料兩國終必一戰，不願其子連震東留臺為敵驅使，乃遣連震東懷致張溥泉先生之手札赴南京投效祖國。連横草致黨國元老、同盟會老友張繼（溥泉）書，全文云：「溥泉先生執事：申江一晤，悵惘而歸，隔海迢遙，久缺牋候。今者南北統一，偃武修文，黨國前途，發揚蹈厲。屬在下風，能不欣慰！兒子震東畢業東京慶應大學經濟科，現在台灣從事報務。弟以宗邦建設，新政施行，命赴首都，奔投門下。如蒙大義，矜此孑遺，俾得憑依，以供使令，幬載之德，感且不朽！且弟僅此子，雅不欲其其永居異域，長為化外之人，是以託諸左右。昔子胥在吳，寄子齊國；魯連蹈海，義不帝秦。況以軒黄之華冑，而為他族之賤奴，泣血椎心，其何能惄？所幸國光遠被，惠及海隅，棄地遺民，亦沾雨露，則此有生之年，猶有復旦之日也。鍾山在望，淮水長流，敢布寸衷，伏維亮詧！順頌任祺。不備。愚弟連横頓首。四月十日。」（原函後由連震東送藏國史館；六十二年春，國史館館長黄季陸以此函凡屬國人皆應一讀，而臺胞尤應一讀，建議教育部部長蔣彦士將之列為中學國文教材），且諭震東曰：「欲臺灣之解放，須先建設祖國！余為保存臺灣文獻，故不得不忍居此地；汝今已畢業，且諳國文，應回祖國效命。余與汝母將繼汝而往！」該年4月，連震東即帶著連雅堂的八行書，前往中國面見民國初年的參議院議長張繼同年6月18日，連震東在南京西華門吳鐵城（1888-1953）處謁見張繼。張繼看了連橫的信，覺其「真摯沈痛，大義凜然，深為感動，歷久難釋，於是攜震東至北平，促其學習國語。」
連橫知道兒子連震東得到張繼的愛護後，在1931年7月26日給連震東的家書中謂，「汝當在〔溥泉〕先生左右，供其使命，學習事務，忍苦耐勞，旁讀史書，結交良友，二、三年後當有成績。」（連橫，1992a：6）這一兩年內，每次輾轉寄子之書信，教誨訓誡，無殊於而提面命之時。大而至於立身報國之要端，細而至於讀書治學之門徑，無不叮嚀切囑，唯恐不周，天下父母心，情見乎辭，躍然紙上，俱足感人肺腑。比如，「務求速就，勿尚虛名，著寔做去，步步穩健，必能功成業就也。」。連震東在北平時，教他要「多識東北要人，可為將來同事之助」；張繼可能要赴粵時，教他「汝當在其左右，如欲赴粵，可請隨行，以資閱歷」；抗日戰爭爆發、國府遷移之後，則是「張先生如入豫辦事，汝可請之隨行，蓋因政府初移，人員必少，汝於此時如能得一位置，且在艱危之中，將來較有厚望。」後來連震東隨張繼到西安，連橫又告訴連震東「汝在西安，位置甚好，勤謹辦事，以資閱歷，將來〔溥泉〕先生如任行政院長，必能調來中央，則可著著進行，以慰余之期望，臺之青年以無進身之路，唯有煩悶、怨憤、忌妒、詈罵，以墜於失敗之淵而已，可痛可憫！」亦教他「讀書之暇，須臨魏碑，欲與人士相往來，尺牘之書，必求精美，而後不致貽笑也。」
連橫寫給連震東的家書中亦感嘆當時在日本統治下的臺灣現況：「日本經濟疲困，臺灣尤甚，百業蕭條，物價愈賤，臺灣實有不可久居之勢」、「余居此間視之甚厭，四百萬人中幾無一可談，生計既絀，信義全無，可痛可憫。」、「吾不欲汝〔連震東〕為臺灣人，尤不欲如為一平凡之人，此間青年毫無生氣，所謂大學生者，娶妻生子，前途已絕，其活動者，則呼群集黨，飲酒、打牌、跳舞而已，墜落如此，可憐可憫！」，訓誡連震東「切不可與此間朋友通訊」，甚至明示兒子：「此間朋友有詢汝住所者，余皆不言」，也訓誡已嫁在上海的長女夏甸不可回臺灣。
連橫晚年好學佛，其遊臺北觀音山詩，為其深得佛家之妙諦。詩曰：「我家在城陰，觀音只對門。我來此山中，觀音寂無言。色相雖可參，妙法不得聞。譬如掬水月，水去月無痕。又如觸花氣，花謝氣何存？我身非我有，萬物同其源。萬物非我有，天地分其跟。天氣非我有，大造闡其元。大造非我有，佛法轉其輪。上窮億萬劫，下至億萬孫。唯佛心無畏，唯佛到獨尊。湛然觀自在，一洗眾生喧。」
1933年7月11日，連橫舉家移居上海。
1936年6月28日，連橫因肝癌病逝於上海，得年58歲，留下32歲獨子連震東。此期間連震東跟隨著張繼到西安，任職西京籌備委員會，住在西安新城北門外，同年8月27日獨子連戰於西安出生。連橫死前彌留時寫給兒子連震東這麼一段話：「今寇焰迫人，中日终必一戰，光復台灣即其時也。汝其勉之!」；又說：「兒媳即將生產，如果是生男的，就取名為戰，寓其克敵制勝，自強不息，收復故國，重整家園」。死後遷葬返臺，墓園位於今新北市泰山區第一公墓。
1939年3月1日，連橫之妻沈筱雲逝世於西安，當時連戰還不滿3歲。

### 紀念

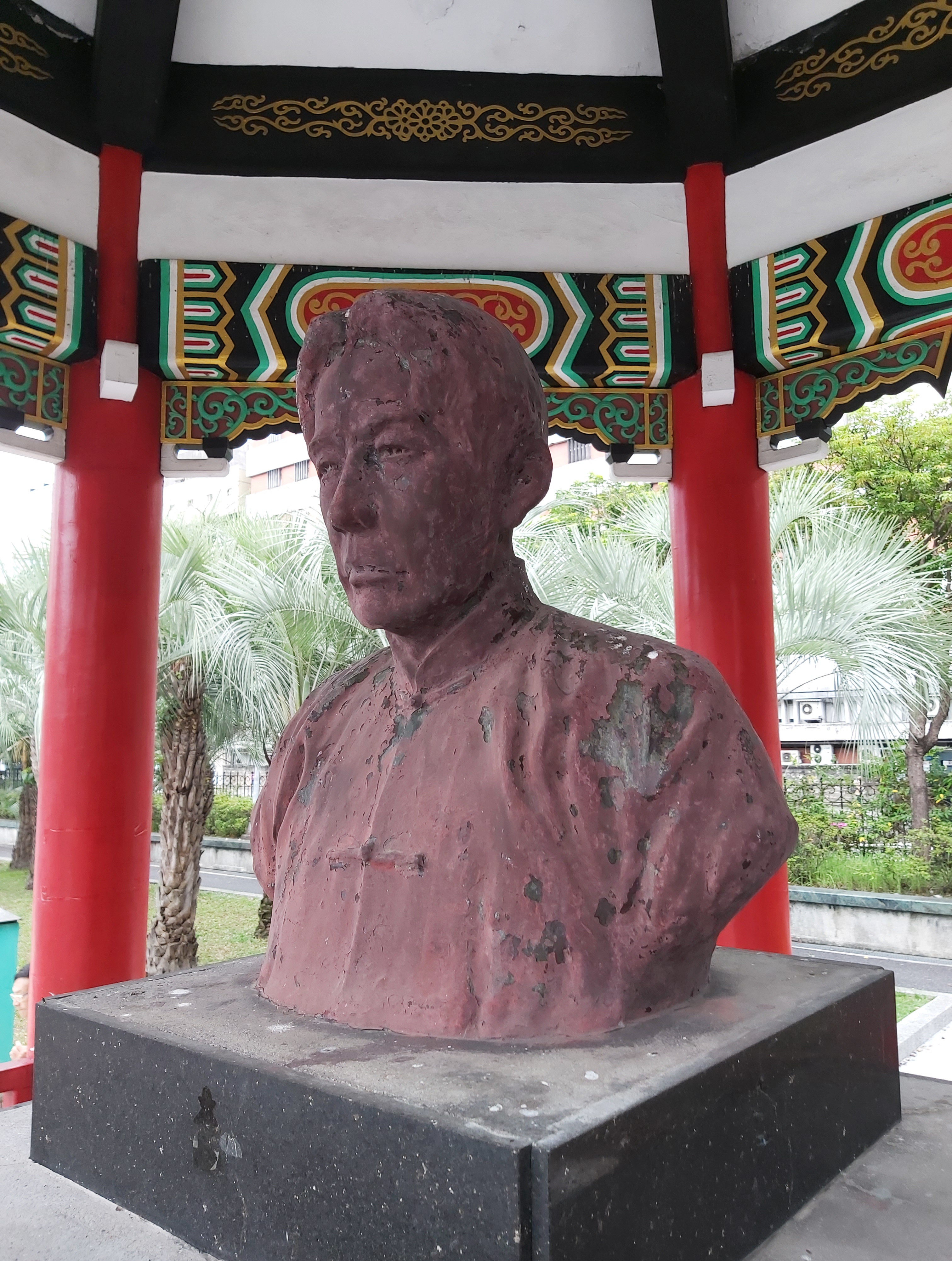
位於臺北二二八和平紀念公園劍花亭內的半身銅像

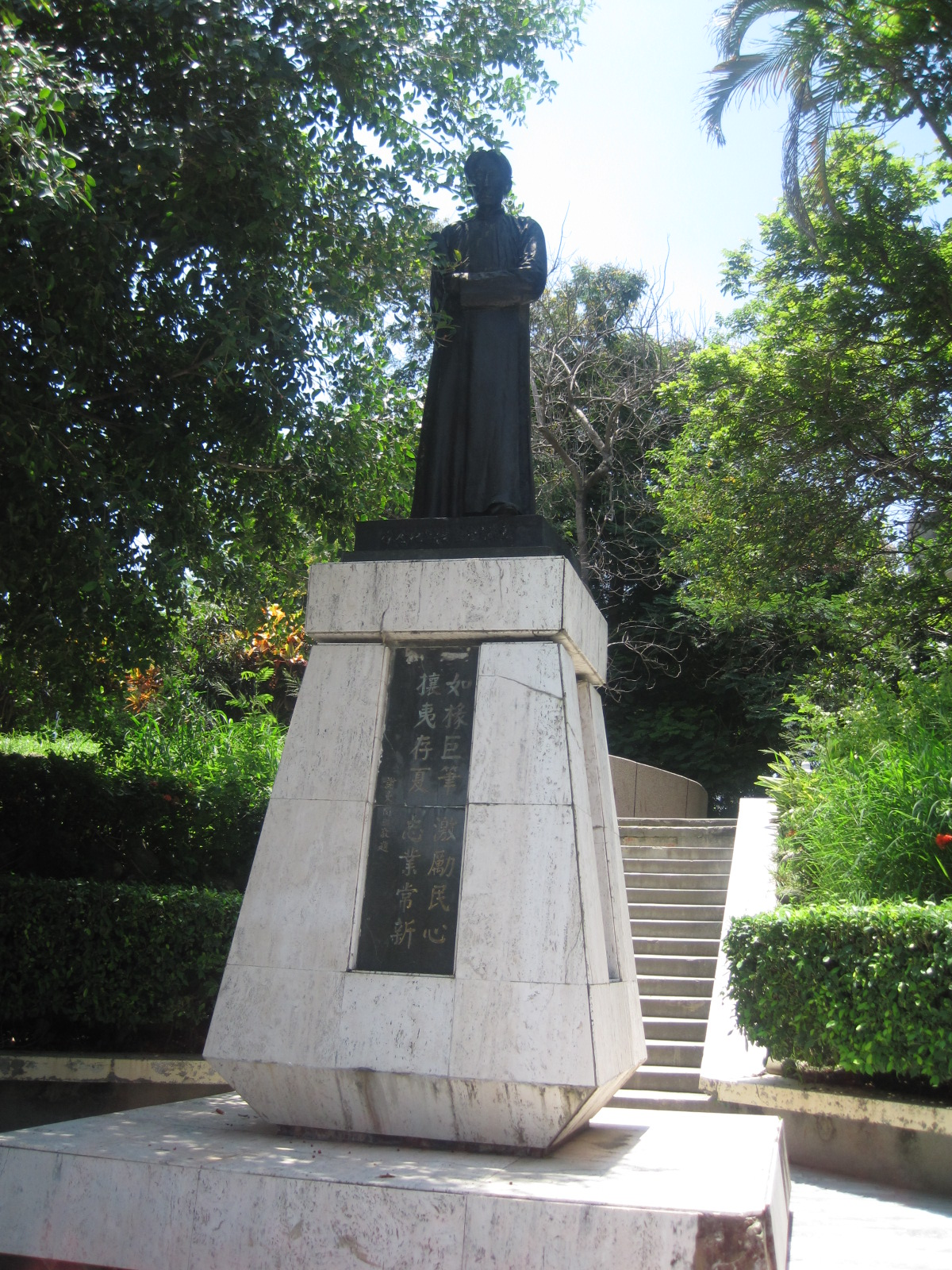
位於臺南市立圖書館公園總館旁，臺南公園入口處的全身銅像

臺南市北區安民里境內設有連雅堂紀念公園。

## 論述與著作

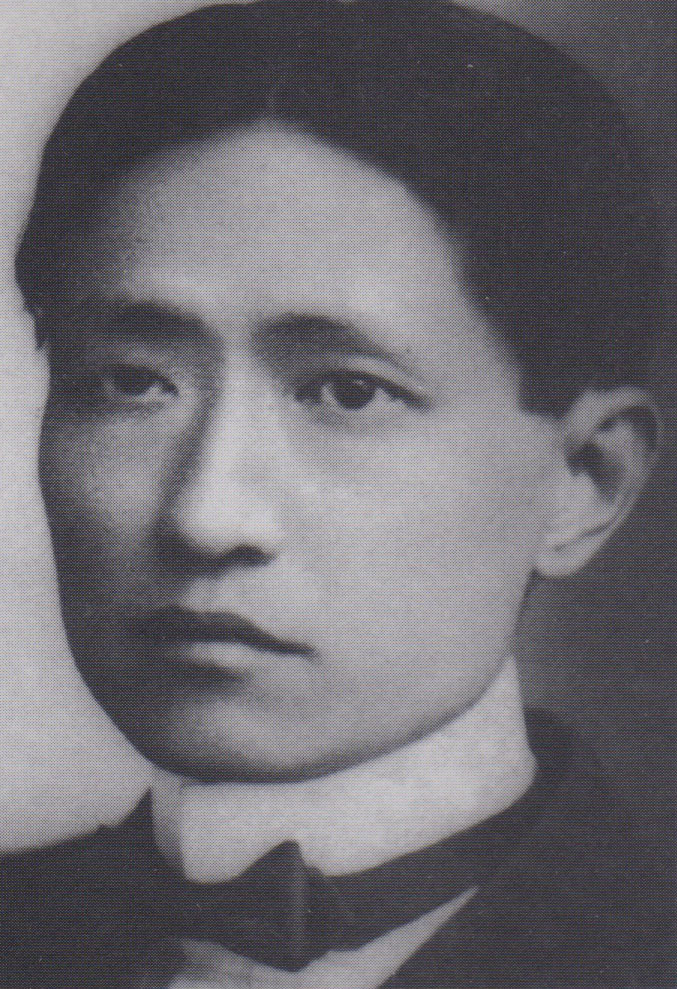
連橫

### 《台灣通史》
連橫13歲時，其父連得政授以《續修臺灣府志》，期勉他：「汝為台灣人，不可不知臺灣事。」讀後卻見舊志缺誤甚多。基於先人家教啟蒙與台灣為日本所占的雙重動機，自1908年至1918年著手撰寫《台灣通史》，體裁仿效司馬遷《史記》體例而成，起自隋煬帝大業元年（605年），終於割讓（1895年）。全書共36卷，分為紀4、志24、傳60，共88篇，約有60萬字，另附表目101項。這是臺灣人第一次完成且第一部冠以「臺灣通史」名稱的著作。
這本書的初版共分成3冊，由連橫自己籌設的台灣通史社出版。上冊於1920年11月出版，中冊於同年12月初版，下冊則於1921年4月出版。這本書後來有種種不同的版本，不過，台灣銀行經濟研究室於1962年以「台灣文獻叢刊」第128號為名出版的版本（共6冊），在學術界最常被採用3。
原卷四為〈獨立紀〉, 但因日本人所迫而改為〈過渡紀〉。連橫卻於題下附書小字：「此篇原名獨立嗣以字義未妥故易之」，則設計巧妙，有欲蓋彌彰之效果，既不違日人意，且反而凸顯其原旨。

#### 總評論
台灣通史完成於1920及1921年，是第一部以中文書寫的台灣通史，迄今刊印10多種不同版本，影響非常廣泛。台灣通史，不只局限於歷史，還包含地理、教育、軍事外交、農業、財政經濟、醫院宗教典禮風俗、交通、工商、文藝及人物列傳等，內容鉅細靡遺，可謂是一部以台灣為主體的百科全書 。
中華民國前教育部長張其昀曾評價台灣通史：「臺灣通史一書，務在發揮民族精神，分析言之，又包含四點，便是移民精神、革命精神、創業精神和海國精神，綜括起來，可稱之為臺灣精神。」又云：「一部臺灣通史，其勢力超過於日本全部陸海空軍；因為日本軍隊只能占領臺灣的土地，而不能征服臺灣的人心。雅堂先生的大著，發揚愛國思想，喚醒民族靈魂，把明鄭以來二百多年反抗異族，爭取自由的光榮歷史，作系統的記載，使革命的炬火，輝煌照耀著。」
中華民國前參議院院長張繼曾評價臺灣通史：「以子長（司馬遷）、孟堅（班固）之識，為船山（王夫之）、亭林（顧炎武）之文，敘述自隋代以至甲午千餘年間事，綱舉目張，鉅細靡遺，且包藏人類生存為歷史進化重心之奧義，洵為近代中國史學之偉作也。」
史學家及革命家章太炎先生曾評價台灣通史為：「民族精神之所附，贊為必傳之作」，並為台灣通史寫下臺灣通史題辭（節錄）：「余始至臺灣，求所謂遺民舊德者，千萬不可得一二。今觀雅堂之有作也，庶幾其人歟？豪傑之士無文王而興者，鄭氏也。後之豪傑，今不可知。雖然，披荊棘、立城邑於三百年之上，使後世猶能興起而誦說之者，其烈蓋可忽乎哉？雅堂之書，亦於是為臺灣重也！」
台灣中央研究院台灣史研究所所長黃富三這樣評價這本著作：「《台灣通史》可以說是第一部把台灣當作一個個體來處理的史學著作，具有先鋒性的角色。如果說台灣史之後成為一門獨立的學問的話，無疑的《台灣通史》的貢獻是很大的。」
也有台灣史的研究者對於《台灣通史》提出不同看法，比如說，在翁佳音等人關於台灣通史類著作的分析檔，他們就認為：事實上，連氏之歷史敘述有些錯誤。但根據翁佳音等（1992，37）的整理，當時市面上流通的《臺灣通史》達11種版本之多，不排除有人另外修改的可能性。
連橫在《臺灣通史》曾說自身家族有德性，為民族尊嚴而不參加清廷科舉。不過，連橫的兄長連城璧就是秀才，他自己24歲時（1902年）也曾赴福建參加科舉。當時連橫先去廈門，再到福州應鄉試，但不第。對於這件事情，他的兒子連震東解釋，連橫「非不知以其思想之新，獲雋至難，特借應試之便，赴閩調養身體也。」

### 臺灣語典
原名《臺語考釋》，為臺灣文學家連橫所著，著作時間自1929年始，至1933年完成。全書共分4卷，計收語彙1182條。卷（一）為單音詞，卷（二、三、四）為雙音詞。
《台灣語典》是第一部考釋台語詞源的開山之作。由於時代的限制，有部分觀念及考訂的缺點，但整體而言仍是一部極具歷史意義的巨著。自序二編強調他對台語逐漸失落的焦慮與矢志保存並研究發揚台語的宏願，值得今日台灣所有的子民借鏡三思。
自序（一）
連橫曰：余臺灣人也，能操臺灣之語而不能書臺語之字、且不能明臺語之義，余深自愧。夫臺灣之語，傳自漳、泉；而漳、泉之語，傳自中國。其源既遠、其流又長，張惶幽渺、墜緒微茫，豈真南蠻鴃舌之音而不可以調宮商也哉！
余以治事之暇，細為研究，乃知臺灣之語高尚優雅，有非庸俗之所能知；且有出於周秦之際，又非今日儒者之所能明，余深自喜。試舉其例：泔也、潘也，名自《禮記》；臺之婦孺能言之，而中國之士夫不能言。夫中國之雅言，舊稱官話，乃不曰泔而曰飯湯、不曰潘       而曰淅米水；若以臺語較之，豈非章甫之與褐衣、白璧之與燕石也哉！又臺語謂穀道曰尻川，言之甚鄙，而名甚古。尻字出自《楚辭》、川字載於《山海經》，此又豈俗儒之能曉乎！至於累字之名，尤其典雅：糊口之於《左傳》、搰力之於《南華》、拗蠻之於《周禮》、停困之於《漢書》，其載於六藝、九流，徵之故書、雅記，指不勝屈。然則臺語之源遠流長，寧不足以自誇乎！
余自尋其頭緒，欲為整理，而事有難者，何也？臺灣之語既出自中國，而有為中國今日所無者，苟非研求文字學、音韻學、方言學，則不得以得其真。何以言之？臺語謂家曰兜；兜，圍也，引申為聚。謂予曰護；保也，引申為助。訬，訬擾也，而號狂人。出，出入也，而以論價。非明六書之轉注、假借，則不能知其義，其難一也。臺語謂鴨雄為鴨形，《詩》《無羊篇》：雄葉於陵反，與蒸、競、崩同韻。又《正月篇》：雄與陵、懲同韻。複如查甫之呼查晡、大大家之呼大姑，非明古韻之轉變，則不能讀其音，其難二也。臺語謂無曰毛，出於河朔；謂戲曰遙，出於沅水；謂拏曰扐，出於關中。非明方言之傳播，則不能指其字，其難三也。然而余臺灣人也，雖知其難而未敢以為難。早夜以思飲食以思、寐寤以思，偶有所得，輒記於楮；一月之間舉名五百，而余之心乃自慰矣。
嗟乎！余又何敢自慰也。余懼夫臺灣之語日就消滅，民族精神之萎靡，則余之責乃婁大也。
自序（二）
余既整理臺語，復懼其日就消滅，悠然以思、惕然以儆、愴然以言。嗚呼！余聞之先哲矣，滅人之國，必先去其史；隳人之枋、敗人之綱紀，必先去其史；絕人之材、煙塞人之教，必先去其史。余又聞之舊史氏矣，三苗之猾夏、獯鬻之憑陵、五胡之俶擾、遼金西夏之割據、愛新覺羅氏之盛衰，其祀忽亡，其言自絕；其不絕者，僅存百一於故藉之中，以供後人之考索。嗚呼！吾思之、吾重思之，吾能不懼其消滅哉！今日學童，七歲受書；天真未漓，吚唔初誦，而鄉校已禁其臺語矣。今之青年，負笈東土，期求學問；十載勤勞而歸來，已忘其臺語矣。今之搢紳上士乃至里胥小吏，遨遊官府，附勢趨權，趾高氣扬，自命時彥；而交際之間，已不屑復語臺語矣。顏推之氏有言：“今時子弟，但能操鮮卑語、彈琵琶以事貴人，無憂富貴”。噫！何其言之婉而戚也！
余以僇民躬逢此阨，既見臺語之日就消滅，不得不起而整理；一以保存、一謀發達，遂成《臺語考釋》，亦稍以盡厥職矣。曩者余懼文獻之亡，撰述《臺灣通史》；今復刻此書，雖不足以資貢獻，苟從此以整理之、演繹之、發揚之，民族精神賴以不墜：則此書也，其猶玉山之一雲，甲溪之一水歟！

### 臺灣詩乘
為臺灣日治時期（1921 年）由連橫所編纂的一部古典詩集，收錄
200 多位臺灣詩人的 1000 多首詩作。本詩集為臺灣通史的附屬作品，編纂宗
旨為「詩則史，史則詩」，希望藉由這些不同時期的文學詩作呈現出臺灣各個時代
的歷史風光，至於編排上則按時間前後順序。

### 劍花室詩集
古典詩集。連橫著。臺北學甲出版社 1954 年 10 月初版，臺灣銀行經濟研究室
1960 年 11 月重印，列為臺灣文獻叢刊第 94 種。此書由大陸詩草、寧南詩草、劍花室外集3 部詩稿合編而成，共收錄 907 首詩，並附錄早期詞作 4
首。收錄時間範圍縱貫作者一生，因此可觀察詩人不同時期作品之風格特色及心路
歷程，如少年期的青澀浪漫、前青年期的豪情壯志、後青年期感懷傷嘆、壯年期的
成熟穩健與老年期的心願得償。綜而言之，詩集中富有強烈的漢族情感，無論是對
時局國族的關懷、或自我生命的感悟，都可呈現知識分子身處日人統治下的心境抒
發。連氏為臺灣日治時代三大詩人之一，並提倡臺灣詩界革新論，故此詩集亦
在臺灣漢語文學中具有經典性之地位。

### 鴉片有益論
《鴉片有益論》，又稱《臺灣阿片特許問題》據說連橫為圖天價稿費，寫作此文，被視為媚日，遭受抨擊，不僅被逐出台中詩社「櫟社」，台灣仕紳也不願與之交流，隔年連橫便移居於中國，再四年後病逝上海。連橫一生投身著作，但《鴉片有益論》一文猶如一生的污點。

## 家族
連橫為連得政第三子，譜名連重送，有兄連城璧（连重裕）、连重国、弟连重廷。據《马崎连氏族谱》的〈台南马兵营连氏世系图〉記載，只有連橫有後代。
連橫與「安溪樟腦鉅子」沈鴻傑之女沈璈生三女一男。分別為長女夏甸（嫁給銀行家林伯奏，其女林文月）、次女春臺、長子震東、三女秋漢。
連橫去世後，沈璈投靠兒子，民國28年3月1日歿於西安，享壽66歲，葬於西安市南郊清涼寺旁，「祖德遺芳」牌樓後。

## 相關文史研究
- 國立政治大學文學院編，1997，中國近代文化的解構與重建：連橫，第二屆中國近代文化問題學術研討會論文集。台北：陳百年先生學術基金會。
- ，1997，「，台灣人也」：論連雅堂先生之鄉土認同。師大學報:人文與社會科學類 42：1-12。
- 徐千惠，2002，日治時期台人旅外遊記析論：以李春生、連橫、林獻堂、吳濁流遊記為分析場域。國立臺灣師範大學國文研究所碩士論文。
- 張靜茹，2003，以林癡仙、連雅堂、洪棄生、周定山的上海經驗論其身分認同的追尋 。國立台灣師範大學國文學系博士論文。
- 鄭喜夫，1978，台灣先賢先烈專輯（第一輯）：連雅堂傳。台中：台灣省文獻委員會。
- 黃美玲，2000，連雅堂文學研究。台北：文津出版社。
- 翁聖峰，1994/9，〈試論連雅堂的墨子觀及其相關問題〉，《臺灣文獻》第45卷第3期。
- 翁佳音，1992/37，當時市面上流通的《台灣通史》達11種版本之多。
- 台湾瑰宝—台湾历史学家连横 （页面存档备份，存于）
- 連橫，1920-1921，台灣通史（三冊）。台北：台灣通史社。
- 台灣銀行經濟研究室編輯，1962，台灣通史（六冊）。台北：台灣銀行經濟研究室。
- 連橫，1963，台灣語典 四卷，台灣銀行經濟研究室編輯。台北：台灣銀行經濟研究室。
- 台灣省文獻委員會，1992，連雅堂先生全集。南投：台灣省文獻委員會。

## 評價
已故學者黃得時曾評語為「卓越的史學家兼文學家」。
1950年3月25日，蔣介石「明令褒揚」台灣「已故史學家連雅堂」:309。
曾任中華民國教育部部長、中國國民黨秘書長、中華民國總統府資政等要職，亦為中國文化大學、臺北市私立華岡藝術學校之創辦人張其昀，對於連橫有這樣的評價：「雅堂著書有一個中心觀念，這就是儒家的人本哲學。在通史自序裏他說道：「惟仁惟孝，義勇奉公，以發揚種性，此則不侫之幟也。」雅堂以「惟仁惟孝，義勇奉公」八個字來表章臺灣精神；臺灣人是中華民族的精華，臺灣精神也就是我民族精神的結晶。仁就是古人所謂「仁民愛物」、「民胞物與」，也就是雅堂先生所謂「愛國保種」的意思。孝就是孝於民族，也就是古人所謂「創業垂統，繼往開來」的意思。義勇就是「見義勇為」的意思，義以生勇,，勇以成義；無勇者不可以言義，無義者不可以語勇。惟義勇之士，始能獻身報國，殺身成仁，以弘毅之德，確保國家的人格與民族的生命。邱逢甲詩云：「古人義士島人多」，誠哉斯言。公就是禮運大同篇「天下為公」之大義，使幼有所長，壯有所用，老有所養。」「貨惡其棄於地也，不必藏諸己；力惡其不出於身也，不必為己。」這些寶訓，便是奉公的精義，也是我歷代建國的理想。雅堂提出這
八個字，可以說就是雅堂的歷史哲學，值得我們深切思維的。」（原載七十七年三月中外雜誌二五三號）
2015年2月21日，位於台南公園內的連橫銅像，被發現四面均遭人噴漆塗鴉。其中正面寫著「阿片有益健康」；側身上寫著「子孫不肖」、「先人媚日、後人媚共」等，另一面及背面被寫上「一流葯頭、三流史家」。照片在網路上引起話題，甚至有網民諷其「中肯」。

### 書籍
- 鄭喜夫. . 臺灣省文獻委員會. 1992  [2022-07-25]. （原始内容存档于2022-05-17）.
- 連橫. . 《連雅堂先生全集》. 南投: 臺灣省文獻委員會. 1992.

## 外部連結
- 台灣新文學史-陳芳明教授主講-【連雅堂-《台灣詩薈》】 （页面存档备份，存于）